# Библиотека Бамбергского университета
Библиотека Бамбергского университета (нем. Universitätsbibliothek Bamberg) — публичная научная библиотека, являющаяся частью Бамбергского университета, расположенного в Баварии; располагает фондом в 1,6 миллиона носителей информации и является одной из крупнейших библиотек региона; входит в состав Баварской библиотечной сети (BVB). Библиотека была основана после секуляризации в регионе, в 1803 году, как «Kurfürstlichen Bibliothek» — с 1806 года стала называться Королевской библиотекой, а с 1918 — Государственной библиотекой. В 1973 году университетская библиотека была создана в современном виде как библиотека Бамбергского университета прикладных наук: в результате слияния библиотек Философско-теологического университета и Бамбергского педагогического университета.

## История
Библиотека Бамбергского университета ведёт свою историю от католической семинарии «Seminarium Ernestinum», основанной в 1586 году. После секуляризации в регионе, проходившей в 1802—1803 годах, монастыри, относившиеся к Бамбергской епархии, были распущены; в тот же период был распущен и сам Бамбергский университет — хотя отдельные исследования и учебные программы продолжились в лицеях города. Библиотеки монастырей и университета были объединены в библиотеку «Kurfürstlichen Bibliothek», основанную в 1803 году. Название новой библиотеки менялось в зависимости от политической ситуации в регионе: с 1806 года она стала называться «Королевской библиотекой», а в 1918 году сменила название на «Государственную библиотеку». Библиотека была небольшой: она насчитывала несколько тысяч книг.
В 1965 году библиотекарь Фридолин Дресслер (Fridolin Dreßler, 1921—2013) перевёл «Государственную библиотеку Бамберга» (Staatsbibliothek Bamberg) вместе с книжными фондами старого университета из здания бывшего иезуитского колледжа в Новую резиденцию города, расположенную на Домберге и ранее являвшуюся дворцом князя-епископа. В результате Философско-богословский колледж (PTH) смог переехать в исторические помещения, построенные в 1791 году и ранее занятые библиотекой.
В период с 1947 по 1953 год в Бамберге читались расширенные лекции по праву, политологии, естественным и гуманитарным наукам: в тот период было создано соответствующее собрание литературы для студентом и преподавателей. На момент интеграции, проведение которой было начато в 1972 году, из 27 000 библиотечных томов в собрании только около 4 % были опубликованы ранее 1945 года.
В 1973 году библиотека «Bibliothek der Gesamthochschule Bamberg» была создана как часть Бамбергского университета прикладных наук: библиотека образовалась за счёт слияния библиотек Философско-теологического университета и Бамбергского педагогического университета. В 1979 году библиотека была переименована вмести с университетом, получив своё современное название. Сегодня библиотека имеет пять филиалов: центральный офис располагается на улице Фельдкирхенштрассе. В 2012/2013 учебное году — в связи была 16-й баварской выставкой «Landesgartenschau Bamberg 2012», проходившей с 26 апреля по 7 октября 2012 года в Бамберге — в помещениях бывшей текстильной фабрики ERBA на севере города открылось дополнительное помещение как для университета, так и для его библиотеки. В XXI веке Библиотека Бамбергского университета располагает фондом в 1,6 миллиона носителей информации и является одной из крупнейших библиотек региона. Ответственность за наиболее старые издания из монастырских собраний, в основном, несёт Государственная библиотека Бамберга.